# 奈良県立西和清陵高等学校
奈良県立西和清陵高等学校（ならけんりつ せいわせいりょう こうとうがっこう、英: Nara Prefectural Seiwaseiryo High School）は、奈良県生駒郡三郷町信貴ケ丘4丁目に所在する県立高等学校。

## 概要
2004年（平成16年）4月に、奈良県立信貴ケ丘高等学校と奈良県立上牧高等学校を統合する際、新設合併により設置された高等学校である。

### スクール・ミッション
他者を尊重し、さわやかに振る舞うとともに、課題解決に尽力するなど、社会人としての「生きる力」を育成する

### 教育方針

#### アドミッション・ポリシー
以下のような生徒を積極的に受け入れる。
1. 本校の使命や教育方針を理解する生徒
2. 本校で学びたいという強い意識を持ち、自己実現に向けて、主体的]に学習に取り組む生徒
3. 部活動やボランティア活動等を通して学校生活全般に意欲的に取り組む生徒[1]

#### カリキュラム・ポリシー
校訓「清新・敬愛・力行」の精神を基調として、社会人としての「生きる力」を育成することを、教育目標として、その実現のために以下の教育を行う。
1. 日々の学習を通して確かな学力を身に付けさせるとともに、思考力・判断力・表現力を高める授業を展開する。
2. 人権を尊重する態度やコミュニケーション力を培い、自他を敬愛する心と社会規範意識を高める。
3. 心と体のバランスを整える力を養い、充実した生き生きとした学校生活を送らせる。
4. 人生100年時代を見据えたキャリア教育を推進し、「何を、どのように学び、どう活躍するか」を主体性を持って考え、実践しようとする生徒を育てる。
5. 進路実現に向け、2年次から文系、文理系、理系のコースを設定するとともに多様な学びに応じた選択教科を設ける。
6. 進路実現に向けて、進路先の訪問や、招聘する機会等を設けて、個に応じた進路指導を徹底する[1]。

#### グラデュエーション・ポリシー
卒業までに以下の資質・能力の育成を目指す。
1. 自己の考えをもち、周りの人々と適切なコミュニケーションが図れ、他と協力して問題解決できる。
2. 西和清陵高校生としての誇りを持ち、地域社会に貢献でき、信頼される。
3. 人権意識と社会規範意識を身に付けている[1]。

#### 校訓
校訓は「清新」「敬愛」「力行」であり、西和清陵高等学校の生徒としての自覚と愛校心を育てる精神的なバックボーンとして、2004年3月8日に制定された。
- 清新（せいしん） - 新しく爽やかなこと。生き生きとした気風を持って自らを律し、常に何事にも謙虚に学び、探究することを通して新しいことを切り拓いていく力を備えること。
- 敬愛（けいあい） - 尊敬して親しみの心を持つこと。常に誠意を持って人に接し、相手の立場に立って思いやりを持ち、互いに人間として敬い愛される人間関係を育て、本校生としての連帯感を共有すること。
- 力行（りょっこう） - 努力して実行すること。何事に対しても真剣に取り組み、途中で投げ出さず、最後まで一所懸命努力し、やり抜く実行力のこと[2]。

## 沿革

### 年表
- 2003年
  - 6月25日 - 「奈良県立高等学校設置条例の一部を改正する条例」の議決により、校名を「奈良県立西和清陵高等学校」とする奈良県立信貴ケ丘高等学校と奈良県立上牧高等学校との統合校の設置を決定。
  - 9月17日 - 生徒募集開始。
- 2004年4月1日 - 奈良県立西和清陵高等学校が開設され、奈良県立信貴ケ丘高等学校と校舎を含む校地の共用を開始。
- 2006年3月31日 - 引継式を挙行し、統合元の両校を閉校、廃止。

## 基礎データ

### 所在地
- 奈良県生駒郡三郷町信貴ケ丘4丁目7-1

### アクセス
- 奈良交通「西和清陵高校」停留所下車すぐ。
- 近鉄生駒線「信貴山下駅」から北西へ約1.0kｍ（徒歩約18分）

### 象徴

#### 校名
本校は、大和盆地の西方、同盆地を見渡す絶景の地である信貴山の中腹に位置し、眼下を大和川が流れている。この辺りの大和川は、古くは竜田川と呼ばれ、竜田の紅葉として和歌にも名高い名所である。また、本校周辺は、金剛生駒紀泉国定公園の四季折々に織りなす豊かな自然環境に恵まれた清らかな丘陵地で、「大和平野の西方の清らかな丘陵地」から名を取り『西和清陵高校』と名づけられた。
なお、「清」にはすがすがしい、「陵」には凌ぐ、つまり困難を乗り越える意も包含する。

#### 校章
校章には、信貴の二峰をバックに2枚の紅葉の葉と大和川をデザインして、風光明媚なよき環境を表すとともに、紅葉の2枚で「知育」を、三本の線で表される大和川で「徳育」を、信貴の二峰で「体育」を象徴し、知・徳・体の調和のある発展を願っている。

#### 校歌
作詞は初代校長の宮坂実三、作曲は石光雅至による。歌詞は3番まであり、校名は3度登場する。

## 設置する課程、学科及び定員
- 全日制課程
  - 普通科 - 600名（募集人員200名：一般選抜）

## 高校関係者と組織

### 高校関係者組織
併合校の同窓会と存続校の同窓会は統合されておらず、3校の同窓会が並存している。
- 奈良県立西和清陵高等学校同窓会 - 西和清陵高等学校の卒業生による同窓会組織[3]
- 奈良県立信貴ケ丘高等学校同窓会 - 信貴ケ丘高等学校の卒業生による同窓会組織
- 櫻丘会 - 上牧高等学校の卒業生による同窓会組織
- 奈良県立西和清陵高等学校育友会 - 生徒保護者による保護者会組織で、会員は入会金及び年会費を納入する。
- 奈良県高等学校PTA協議会 - 奈良県立教育研究所内に事務局を置くPTA協議会。奈良県立西和清陵高等学校育友会の会員をもって会員とし、会員は単位PTA分担金として会費を納入する。

### 高校関係者一覧

#### 著名な出身者
- 松代直樹 - 元サッカー選手（J1・ガンバ大阪）。上牧高校OB。
- 井本貴史・藤原一裕 - お笑い芸人（ライセンス）。上牧高校OB